# Le Communisme comme réalité
Le Communisme comme réalité est un essai de l'écrivain et logicien russe (à l'époque soviétique) Alexandre Zinoviev, paru en 1980 en russe, puis en 1981 en français chez Julliard dans une traduction de Jacques Michaud. Zinoviev a voulu, après avoir décrit la réalité soviétique dans de nombreux romans (Les Hauteurs béantes, Notes d'un veilleur de nuit, L'Avenir radieux, L'Antichambre du paradis ou La Maison jaune), exposer ses thèses sur le communisme « réel » hors de tout contexte romanesque, afin que son message soit parfaitement perçu. Par « communisme réel », Alexandre Zinoviev entend sa mise en œuvre effective dans un pays — en l'occurrence l'URSS, où il a vécu — par opposition à un communisme utopique, au premier sens — étymologique — du terme, c'est-à-dire « sans lieu ».